# Karl Grienberger
Karl Grienberger (* 5. Juli 1824 in Perg; † 27. Mai 1908 in Eferding) war ein österreichischer katholischer Priester, Politiker und heimatkundlicher Autor.

## Werdegang
Grienberger wurde als Sohn des Perger Marktsynidkus (Pfleger) Josef Grienberger geboren und besuchte ab 1834 das Piaristengymnasium, danach das Schottengymnasium in Wien und besuchte nach dem Abschluss den philosophischen Kurs in Kremsmünster. 1842 folgte der Besuch des Priesterseminars in Linz. 

## Wirken als Priester
Seine Primiz fand am 25. Juli 1847 statt. Er war vier Jahre Kooperator in Losenstein und ein Jahr in Gampern. Ab 1848 wirkte er als Kooperator in Bad Ischl, wo er u. a. die Trauungsmesse von Kaiser Franz Josef und seiner Verlobten Prinzessin Elisabeth feierte und das Brautpaar segnete. Als Pfarrprovisor war Grienberger in Gosau tätig und in Obertraun oblag ihm das Benefiziat. 1868 wurde er Pfarrer in Nußdorf am Attersee und dann 1875 in der Pfarre Eferding. 1877 wurde er Dechant im Dekanat Eferding. Er setzte die Stadtpfarre Eferding als Universalerben ein und somit konnte die Restaurierung der Pfarrkirche abgeschlossen werden.

## Wirken als Politiker
1878 entsandte ihn der Industrialbezirk Eferding in den oberösterreichischen Landtag. 1883 ernannte ihn Kaiser Franz Josef zum Landeshauptmann-Stellvertreter von Oberösterreich. 1884 fungierte er kurzzeitig auch als Landeshauptmann.

## Wirken als heimatkundlicher Autor
- Das landesfürstliche Baron Schifer'sche Erbstift oder Das Spital in Eferding. Eine geschichtliche Darstellung dieser Humanitäts-Anstalt. F. J. Ebenhöch, Linz 1897.
- Das Stift Lindach in Schaunberg im Pfarr- und Gemeindebezirke Hartkirchen in Oberösterreich. Geschichtliche Darstellung dieser geistlichen Stiftung. F. J. Ebenhöch, Linz 1901.
- Römerstein und Funde in Eferding. In: Mittheilungen der K.K. Central-Commission zur Erforschung und Erhaltung der Kunst- und historischen Denkmale. N.F., Bd. 14, 1888, ZDB-ID 200004-0, S. 56–57, Notiz 26.

## Auszeichnungen
- Ritterkreuz des Franz-Joseph-Ordens
- Ehrenbürger von Eferding
- Ehrenbürger von Hinzenbach
- Ehrendomherr der Kathedrale Linz (1898)
- Bezeichnung der Grienbergerstraße in Perg und Eferding